# Iván Jaime
Iván Jaime, né le 26 septembre 2000 à Malaga en Espagne, est un footballeur espagnol qui évolue au poste de milieu de terrain offensif au FC Porto.

## Biographie

### Málaga CF
Né à Malaga en Espagne, Iván Jaime est formé par le club de sa ville natale, le Málaga CF. Il joue son premier match en professionnel le 11 septembre 2018, lors d'une rencontre de coupe d'Espagne face à l'UD Almería. Il entre en jeu et son équipe s'incline par deux buts à un,.
Le 28 février 2018, Jaime prolonge son contrat avec son club formateur jusqu'en juin 2022.

### FC Famalicão
Le 23 septembre 2020, il s'engage en faveur du FC Famalicão. Il joue son premier match sous ses nouvelles couleurs le 18 octobre 2020, lors d'une rencontre de championnat contre le SC Farense. Il entre en jeu à la place de Calvin Verdonk et les deux équipes se neutralisent (3-3 score final). Il inscrit son premier but en professionnel le 4 avril 2021, lors d'une rencontre de championnat face au Paços de Ferreira. Il est titularisé et son équipe l'emporte par deux buts à zéro.
Le 22 avril 2021, il se met en évidence avec le club portugais du FC Famalicão, en inscrivant un doublé en championnat, sur la pelouse du Gil Vicente, permettant à son équipe de l'emporter 0-3 à l'extérieur. Il marque un total de quatre buts en championnat cette saison là.

### FC Porto
Le 31 août 2023, Iván Jaime signe un contrat de cinq ans au FC Porto et hérite du numéro 17. Le montant du transfert est estimé à 10 millions d'euros pour 90% des droits du joueur; le FC Famalicão préserverait les 10% restants.

### En sélection
Iván Jaime est appelé pour la première fois avec l'équipe d'Espagne des moins de 19 ans en octobre 2018. Il marque pour son premier match, face à Andorre le 10 octobre 2018 (victoire 5-0 de l'Espagne) et compte en tout quatre matchs avec cette sélection pour un but.

## Statistiques
| Saison                | Club                  | Championnat           | Championnat | Championnat | Championnat | Coupe nationale | Coupe nationale | Coupe nationale | Coupe de la Ligue | Coupe de la Ligue | Coupe de la Ligue | Supercoupe | Supercoupe | Supercoupe | Compétition(s) continentale(s) | Compétition(s) continentale(s) | Compétition(s) continentale(s) | Compétition(s) continentale(s) | Total | Total | Total |
| Saison                | Club                  | Division              | M.          | B.          | P.d.        | M.              | B.              | P.d.            | M.                | B.                | P.d.              | M.         | B.         | P.d.       | Comp.                          | M.                             | B.                             | P.d.                           | M.    | B.    | P.d.  |
| 2018-2019             | Málaga CF             | Segunda División      | -           | -           | -           | 1               | 0               | 0               | -                 | -                 | -                 | -          | -          | -          | -                              | -                              | -                              | -                              | 1     | 0     | 0     |
| 2019-2020             | Málaga CF             | Segunda División      | 3           | 0           | 0           | -               | -               | -               | -                 | -                 | -                 | -          | -          | -          | -                              | -                              | -                              | -                              | 3     | 0     | 0     |
| Sous-total            | Sous-total            | Sous-total            | 3           | 0           | 0           | 1               | 0               | 0               | 0                 | 0                 | 0                 | 0          | 0          | 0          | -                              | 0                              | 0                              | 0                              | 4     | 0     | 0     |
| 2020-2021             | FC Famalicão          | Primeira Liga         | 22          | 4           | 2           | 2               | 0               | 0               | -                 | -                 | -                 | -          | -          | -          | -                              | -                              | -                              | -                              | 24    | 4     | 2     |
| 2021-2022             | FC Famalicão          | Primeira Liga         | 18          | 1           | 1           | 3               | 1               | 1               | 4                 | 0                 | 1                 | -          | -          | -          | -                              | -                              | -                              | -                              | 25    | 2     | 3     |
| 2022-2023             | FC Famalicão          | Primeira Liga         | 24          | 9           | 3           | 5               | 2               | 2               | 4                 | 0                 | 0                 | -          | -          | -          | -                              | -                              | -                              | -                              | 33    | 11    | 5     |
| Sous-total            | Sous-total            | Sous-total            | 64          | 14          | 6           | 10              | 3               | 3               | 8                 | 0                 | 1                 | 0          | 0          | 0          | -                              | 0                              | 0                              | 0                              | 82    | 17    | 10    |
| 2023-2024             | FC Porto              | Primeira Liga         | 21          | 1           | 0           | 3               | 0               | 0               | 1                 | 0                 | 0                 | -          | -          | -          | C1                             | 4                              | 0                              | 0                              | 29    | 1     | 0     |
| 2024-2025             | FC Porto              | Primeira Liga         | 9           | 2           | 2           | 1               | 1               | 0               | 1                 | 0                 | 0                 | 1          | 1          | 0          | C3                             | 3                              | 0                              | 0                              | 15    | 4     | 2     |
| 2024-2025             | Valence CF (prêt)     | LaLiga                | 9           | 0           | 0           | 1               | 0               | 0               | -                 | -                 | -                 | -          | -          | -          | -                              | -                              | -                              | -                              | 10    | 0     | 0     |
| Sous-total            | Sous-total            | Sous-total            | 39          | 3           | 2           | 5               | 1               | 0               | 2                 | 0                 | 0                 | 1          | 1          | 0          | -                              | 7                              | 0                              | 0                              | 54    | 5     | 2     |
| Total sur la carrière | Total sur la carrière | Total sur la carrière | 106         | 17          | 8           | 16              | 4               | 3               | 10                | 0                 | 1                 | 1          | 1          | 0          | -                              | 7                              | 0                              | 0                              | 140   | 22    | 12    |

## Palmarès
FC Porto
- Vainqueur de la Coupe du Portugal en 2024.
- Vainqueur de la Supercoupe du Portugal en 2024.